# Dragiša Binić
Dragiša Binić (ur. 20 października 1961 w Golubovacu) – serbski piłkarz grający na pozycji napastnika, reprezentant Jugosławii.

## Kariera reprezentacyjna
W reprezentacji Jugosławii zadebiutował w 1990. W reprezentacji Jugosławii występował w latach 1990–1991. W sumie w reprezentacji wystąpił w 3 spotkaniach.

## Statystyki
| Reprezentacja Jugosławii | Reprezentacja Jugosławii | Reprezentacja Jugosławii |
| Rok                      | Mecze                    | Gole                     |
| ------------------------ | ------------------------ | ------------------------ |
| 1990                     | 1                        | 0                        |
| 1991                     | 2                        | 1                        |
| Razem                    | 3                        | 1                        |